# Tajtamukái
Tajtamukái (en ruso: Тахтамука́й, en adigué: Тэхъутэмыкъуай, Tejutemykuái) es un aúl de la república de Adiguesia, en Rusia, centro administrativo del raión de Tajtamukái. Está situado cerca del extremo oeste del embalse de Krasnodar, 3 km al este del asentamiento de tipo urbano de Enem y 95 km al noroeste de Maikop, la capital de la república, junto al pequeño embalse Oktiabrski sobre el cauce del río Sups. Tenía 5 214 habitantes en 2010.
Es cabeza del municipio homónimo, al que pertenecen asimismo Natujái, Apostolidi, Otradni, Prikubanski y Sups.

## Historia
En el territorio del municipio de Tajtamukái de han encontrado kurganes fechados en los milenios segundo y primero antes de Cristo. Cabe destacar a este respecto el kurgán Sausaruka-1, los asentamientos Tajtamukáiskoye-1 y Tajtamukáiskoye-2 y varios kurganes en Natujái. Previamente a la Guerra del Cáucaso, la población adigué era predominantemente de la tribu bzhedug, y tras ella se establecieron colonias de la tribu shapsug.
El aul fue fundado en 1860, con el nombre Enemski. El 13 de febrero de 1936 fue renombrado Jakurate en homenaje a Shaján-Guiréi Jakurate, primer secretario del comité regional adigué. El 26 de octubre de 1938 fue rebautizado con el nombre actual, que perdería por el de Oktiabrski entre el 5 de agosto de 1957 y principios de la década de 1990.
El raión de Tajtamukái fue creado el 2 de septiembre de 1924 dentro del Óblast Autónomo Adigués (Circasiano), junto a otros cuatro raiones y treinta y dos sóviets rurales. El raión comprendía el territorio entre los ríos Kubán, Psekups y Afips. La mayoría de los habitantes eran población adigué (tanto de las dos tribus anteriormente mencionadas como de la natujatsy), mientras que la rusa se asentaba en Yablonovski, Enem, Novi Sad, Supovski y Otradni, en los alrededores.

## Demografía

### Evolución demográfica
| 1989 | 2002 | 2010 |
| ---- | ---- | ---- |
| 5212 | 5117 | 5214 |

### Nacionalidades
De los 5 117 habitantes que tenía en 2002, el 84.8 % era de etnia adigué, el 8.8 % era de etnia rusa, 1.1 % era de etnia armenia y el 0.3 % es de etnia ucraniana.